# Генсл Парчмент
Генсл Парчмент  (англ. Hansle Parchment, 17 червня 1990) — ямайський легкоатлет, олімпійський медаліст.

## Кар'єра
| Рік                | Змагання           | Місце проведення        | Місце              | Дисципліна             | Результат          | Примітки           |
| Представник Ямайка | Представник Ямайка | Представник Ямайка      | Представник Ямайка | Представник Ямайка     | Представник Ямайка | Представник Ямайка |
| ------------------ | ------------------ | ----------------------- | ------------------ | ---------------------- | ------------------ | ------------------ |
| 2012               | Олімпійські ігри   | Лондон, Велика Британія | 3                  | 110 метрів з бар'єрами | 13.12              |                    |
| 2013               | Чемпіонат світу    | Москва, Росія           | 13 (з.)            | 110 метрів з бар'єрами | 13.43              | [ 1 ]              |
| 2015               | Чемпіонат світу    | Пекін, Китай            | 2                  | 110 метрів з бар'єрами | 13.03              |                    |
| 2017               | Чемпіонат світу    | Лондон, Велика Британія | 8                  | 110 метрів з бар'єрами | 13.37              |                    |
| 2018               | Ігри Співдружності | Голд-Кост, Австралія    | 2                  | 110 метрів з бар'єрами | 13.22              |                    |
| 2018               | Чемпіонат NACAC    | Торонто, Канада         | 1                  | 110 метрів з бар'єрами | 13.28              |                    |
| 2021               | Олімпійські ігри   | Токіо, Японія           | 1                  | 110 метрів з бар'єрами | 13.04              |                    |